# Semlower Straße 36 (Stralsund)

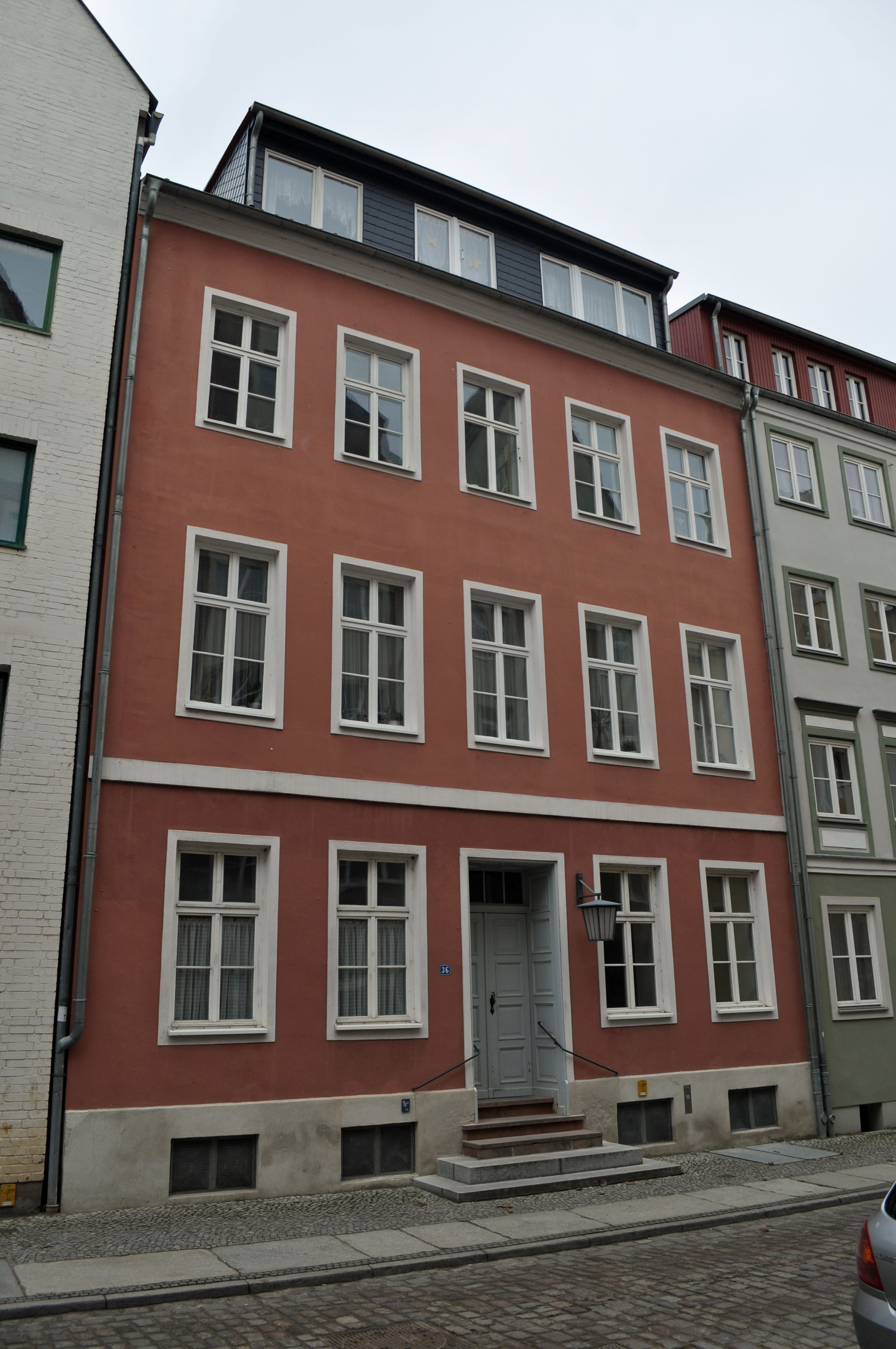
Das Haus Semlower Straße 36 in Stralsund (2012)

Das Gebäude mit der postalischen Adresse Semlower Straße 36 ist ein denkmalgeschütztes Bauwerk in der Semlower Straße in Stralsund.
Der dreigeschossige und fünfachsige, traufständige Putzbau wurde um 1830/1840 errichtet.
Die schlicht gestaltete Fassade weist ein Gesimsband über dem Erdgeschoss auf. Die kassettierte Haustür im mittigen Portal stammt aus der Errichtungszeit des Hauses.
Auf der Hofseite schließt sich ein dreigeschossiger Kemladen an.
Das Haus liegt im Kerngebiet des von der UNESCO als Weltkulturerbe anerkannten Stadtgebietes des Kulturgutes „Historische Altstädte Stralsund und Wismar“. In die Liste der Baudenkmale in Stralsund ist es mit der Nummer 712 eingetragen.